# Shemurat Shelulit Ga‘ash
Shemurat Shelulit Ga‘ash (hebreiska: שמורת שלולית געש, Shemurat Shelulit Ga’ash, Shemurat Ga‘ash, שמורת געש) är ett naturreservat i Israel.   Det ligger i distriktet Centrala distriktet, i den norra delen av landet.